# Rivière Gobeil (Grande rivière Noire)
Pour les articles homonymes, voir Gobeil.
La Rivière Gobeil est un affluent de la Grande rivière Noire (fleuve Saint-Jean), traversant :
- les municipalités de Sainte-Félicité (L'Islet) et de Saint-Pamphile, dans L'Islet (municipalité régionale de comté), dans la région administrative de Chaudière-Appalaches, au Sud du Québec, au Canada ;
- Comté d’Aroostook, North Maine Woods, Maine, aux États-Unis.

La partie supérieure du sous-bassin versant de la « Rivière Gobeil » est accessible par la route 216 ; les autres parties au Québec, par le chemin du rang Saint-Camille, la route Rosario, le chemin du rang des Moreau et le chemin du rang Double.

## Hydrographie
La « Rivière Gobeil » prend sa source au Nord-Ouest de la route 216, dans le canton de Garneau dans la partie Nord-Est de la municipalité de Sainte-Félicité (L'Islet). Cette source est située à :
- 4,8 km au Nord-Est du centre du village de Sainte-Félicité (L'Islet) ;
- 11,1 km au Nord-Ouest du centre du village de Saint-Pamphile ;
- 6,4 km au Sud du centre du village de Sainte-Perpétue (L'Islet) ;
- 13,8 km au Nord-Ouest de la frontière canado-américaine ;
- 32,7 km au Sud-Est du littoral Sud-Est du fleuve Saint-Laurent.

À partir de sa source, la « Rivière Gobeil » coule sur 17,7 km, selon les segments suivants :
Cours supérieur de la rivière Gobeil (coulant au Québec sur 14,9 km)
- 1,0 km vers le Sud-Est dans Sainte-Félicité (L'Islet), jusqu’à la route Principale (route 216) qu’elle vient couper à 4,6 km au Nord-Est du centre du village ;
- 1,8 km vers le Sud-Est, jusqu'à la limite du canton de Casgrain ;
- 1,7 km vers le Sud-Est dans le canton de Casgrain, jusqu'au chemin du rang Saint-Camille ;
- 1,7 km vers le Sud-Est, jusqu’à la limite de Saint-Pamphile ;
- 2,0 km vers le Sud-Est, jusqu'au chemin du rang des Moreau ;
- 3,3 km vers le Sud-Est, jusqu'au chemin du rang Double, soit au lieu-dit « Gobeil » ;
- 1,5 km vers le Sud-Est, jusqu'au chemin du rang Simple ;
- 1,9 km vers le Sud-Est, jusqu'à la frontière canado-américaine ;

Cours inférieur de la rivière Gobeil (coulant au Maine sur 2,8 km)
- 2,8 km vers le Sud-Est dans le comté d’Aroostook, jusqu’à la confluence de la rivière[1].

La Rivière Gobeil se déverse dans un coude de rivière sur la rive Nord de la Grande rivière Noire (fleuve Saint-Jean) (désignée « Big Black River » dans le Maine), dans le Township T14 R16 WELS, dans le comté d’Aroostook, dans le Maine, aux États-Unis.
Cette confluence est située à :
- 11,6 km au Nord-Est du centre du village de Saint-Adalbert (Québec) ;
- 6,9 km au Sud du centre du village de Saint-Pamphile (Québec) ;
- 2,1 km au Sud-Est de la frontière canado-américaine (Québec-Maine).

À partir de la confluence de la « Rivière Gobeil », la Grande rivière Noire (fleuve Saint-Jean) coule vers le Sud-Est et vers l’Est jusqu’à la rive Ouest du fleuve Saint-Jean. Ce dernier coule vers l'Est et le Nord-Est en traversant le Maine, puis vers l'Est et le Sud-Est en traversant le Nouveau-Brunswick. Finalement le courant se déverse sur la rive Nord de la Baie de Fundy laquelle s’ouvre vers le Sud-Ouest sur l’Océan Atlantique.

## Toponymie
Le terme « Gobeil » constitue un patronyme de famille d’origine française.
Le toponyme "Rivière Gobeil" a été officialisé le 5 décembre 1968 à la Commission de toponymie du Québec.